# FontForge
Editor de tipos de letra (fontes), de formatos Postscript Type1, TrueType e OpenType, do género Fontographer, FontLab, etc., disponível para vários sistemas operativos. A versão Windows precisa de Cygwin instalado no sistema.